# Анастасия Дмитриевна
Анастасия Дмитриевна (1370-е — не ранее 1402) — третья дочь великого князя московского Дмитрия Донского от брака с суздальской княжной Евдокией Дмитриевной.

## Биография
Родилась предположительно в 1377/1379 гг. С 23 сентября 1397 года — вторая жена холмского князя Ивана Всеволодовича. Сразу после свадьбы отправилась с мужем в Торжок, куда князь Иван был назначен великокняжеским наместником. В 1400 году Анастасия Дмитриевна поселилась с мужем в Кашине; при новых раздорах тверских князей после смерти великого князя тверского Михаила Александровича (1400 год) она уехала с мужем в Тверь (в 1401 году), где и овдовела бездетной спустя год в 1402 году. Дальнейшая судьба Анастасии Дмитриевны неизвестна.